# Ulica Legionowa w Białymstoku
Ulica Legionowa – ulica w Białymstoku, przebiegająca przez centrum miasta. Biegnie od placu Jana Pawła II, do złączenia z ulicą Prezydenta Ryszarda Kaczorowskiego (dawniej Mazowiecką) z zakrętem na Rynek Sienny.

## Historia i pochodzenie nazwy
Najstarsza wzmianka o ulicy pochodzi z dokumentu [notarialnego] z 1882 roku, gdzie wtedy nazywała się ulicą Nowo-Niemiecką lub Sołdacką.
Po I wojnie światowej i odzyskaniu Białegostoku przez Polskę w 1919 roku, uchwałą Tymczasowego Komitetu Miejskiego, zmieniono nazwę ulicy na Legionową, na cześć Legionów Polskich.
Podczas II wojny światowej, pod okupacją radziecką, ulica nosiła nazwę Lotniczą. Po ataku Niemiec na ZSRR w 1941 r., administracja Bezirk Bialystok nadała nazwę Johanna Georga Hamanna, niemieckiego filozofa.
Po II wojnie światowej, przywrócono nazwę przedwojenną, aby w 1949 roku przemienić na Feliksa Dzierżyńskiego, polsko-radzieckiego rewolucjonistę.
W 1989 roku, uchwałą białostockiej Miejskiej Rady Narodowej w sprawie przywrócenia dawnych nazw ulicom, przywrócono przedwojenną nazwę ulicy.
W 2017 roku ulica przeszła przebudowę, związaną z dobudowaniem buspasu, poprawą oświetlenia i wymianą kanalizacji. 

## Otoczenie
Przy ulicy Legionowej znajdują się obiekty i budynki takie jak:
- Pałac Branickich
- Pomnik ks. Jerzego Popiełuszki na bulwarach Kościałkowskiego

- Zabytkowe kamienice przy ul. Legionowej 6
- Hotel Esperanto z Aleją Bluesa w stronę Rynku Kościuszki
- Kino Forum
- Siedziba regionalnego oddziału KRUS
- Szkoła Podstawowa Nr 9 im 42. Pułku Piechoty
- Dom Handlowy "Sienny Rynek"

Nieistniejące:
- Hotel Ritz

## Białostocka Komunikacja Miejska
Przy ulicy zlokalizowane są przystanki autobusowe BKM, przy których zatrzymują się autobusy linii nr: 3, 6, 13, 16, 17, 19, 30, 109.